# Мухаммад Аскари-мирза
 Шахзаде Мухаммад Аскари Мирза (1518—1557/1558) — могольский принц из династии Бабуридов, субадар Мултана (с 1528 года), Чандери (1528—1530), Самбхала (1530—1534) и Ахмадабада (1534), третий сын Бабура.

## Биография
Родился в Кабуле в 1518 году. Третий сын первого могольского падишаха Индии Бабура. Его матерью была Гульрух-бегум (ум. до 1545), вероятно, сестра Амира Султана Али-мирзы Бегчика. Его старшим братом был шахзаде Камран-мирза. Сводные братья — второй падишах империи Великих Моголов Хумаюн и Хиндал-мирза.
В конце правления Бабура Аскари получил во владение Мултан и Чандери.
26 декабря 1530 года скончался 47-летний Бабур (1483—1530), первый падишах Империи Великих Моголов (1526—1530). Его индийские владения и титул падишаха унаследовал его старший сын Хумаюн (1508—1556). По словам историка Мугала Абульфа Фазла, последние слова Бабура, Хумаюну были: «не делай ничего против своих братьев, даже если они будут этого заслуживать». Хумаюн утвердил за своим братом Камраном Кабул и Кандагар, а также передал ему Пенджаб и округ Хиссар-Фироза. Своим другим младшим братьям Аскари-мирзе и Хиндал-мирзе он передал: первому — Самбхал, а второму — Меват.
В 1537 и 1540 годах братья Аскари-мирза и Хиндал-мирза участвовали в неудачных военных кампаниях Хумаюна против правителя Бихара и Бенгалии Шер-шаха Сури. После второго поражения под Канауджем в 1540 году Хумаюн с братьями бежал из Дели и Агры в Лахор. Аскари последовал вместе с Камраном в Кабул, а Хумаюн с семьей и младшим братом Хиндалом отправился в Синд и Марвар. Вскоре Хиндал предал старшего брата и со своим отрядом ушел в Кандагар. В июле 1543 года Хумаюн отправился в Кабул и Кандагар, надеясь оттуда вернуть свой трон. Однако напряжённые отношения между тремя его братьями не способствовали этому. Камран изгнал Хиндала из Кандагар за то, что тот отказался читать хутбу на имя Камрана, а Хиндал оказался под домашним арестом в Кабуле. Камран-мирза назначил правителем Кандагара своего брата Аскари. Камран-мирза приказал своему брату Аскари схватить в плен Хумаюна. В декабре 1543 года Хумаюн прибыл в провинцию Кандагар, где получил известие, что Аскари-мирза с большим войском выступил ему навстречу. Хумаюн с небольшой группой бежал в Персию. Его сын Акбар, которому было 14 месяцев, был оставлен в лагере на попечении домашней прислуги. Когда через несколько часов туда прибыл Аскари-мирза, ему был передан племянник Акбар, и Аскари «взял дитя на руки и обнял его». Аскари передал ребенка на попечение собственной жене.
В феврале 1545 года Хумаюн с персидской армией вторгся в Афганистан. А марте того же года Хумаюн осадил Кандагар. После пятимесячной осады гарнизон под командованием Аскари-мирзой, ослабленный голодом и дезертирством, сдался Хумаюну 3 сентября 1545 года. Аскари-мирза был захвачен в плен и длительное время содержался в цепях в лагере Хумаюна. Позднее Аскари-мирза был отправлен в паломничество в Мекку, где скончался в 1557 или 1558 году.
Был женат на Султана-бегум, от брака с которой у него была единственная дочь (имя неизвестно), ставшая женой Мирзы Юсуфа-хана.